# زانکت میشل این اوبرشتایمارک
زانکت میشل این اوبرشتایمارک (به آلمانی: Sankt Michael in Obersteiermark) یک منطقهٔ مسکونی در اتریش است که در لوبن واقع شده‌است. زانکت میشل این اوبرشتایمارک ۵۶ کیلومتر مربع مساحت دارد ۵۹۶ متر بالاتر از سطح دریا واقع شده‌است.